# Richard Ansdell
Richard Ansdell (ur. 11 maja 1815 w Liverpoolu, zm. 20 kwietnia 1885 w Collingwood Tower pod Farnborough) – brytyjski malarz wiktoriański specjalizujący się w przedstawieniach zwierząt.

## Życiorys
Studiował w Akademii Sztuk Pięknych w Liverpoolu, w latach 1845–1852 był jej prezydentem. Zrezygnował z funkcji na znak protestu po zakupie kontrowersyjnego obrazu Williama Hunta Valentine Rescuing Sylvia from Proteus. W 1861 został członkiem stowarzyszonym, a w 1870 został pełnoprawnym akademikiem Royal Academy. Mieszkał w Lytham w hrabstwie Lancashire, gdzie wybudował duży dom o nazwie Starr Hills, był żonaty z Marią Romer, z którą miał jedenaścioro dzieci. Pod koniec życia zamieszkał w Collingwood Tower pod Farnborough, gdzie zmarł w 1885. Pochowany został na Brookwood Cemetery w hrabstwie Surrey.

## Twórczość
Richard Ansdell znany jest przede wszystkim z obrazów o tematyce rustykalnej, sportowej i myśliwskiej. W jego twórczości ważną rolę odgrywały zwierzęta, które pojawiają się w większości jego prac, najczęściej były to konie, psy myśliwskie, krowy i ptaki. W 1840 debiutował w Royal Academy, w ciągu 25 lat wystawił tam 149 prac, ponadto ok. 30 w British Institution. Współpracował z Thomasem Creswickiem i Williamem Powellem Frithem, malując zwierzęta na ich pejzażach. Inspiracje artystyczne czerpał w czasie podróży, odwiedził Hiszpanię i wielokrotnie wędrował po Szkocji.
Ansdell osiągnął znaczny sukces artystyczny i materialny, kopie jego prac były sprzedawane w postaci rycin, a dochody ze sprzedanych obrazów oceniane są na sumę przekraczającą 3 miliony franków. Największe zbiory jego prac posiadają muzea w Bristolu, Hamburgu, Liverpoolu i Sunderland.

### Wybrane prace

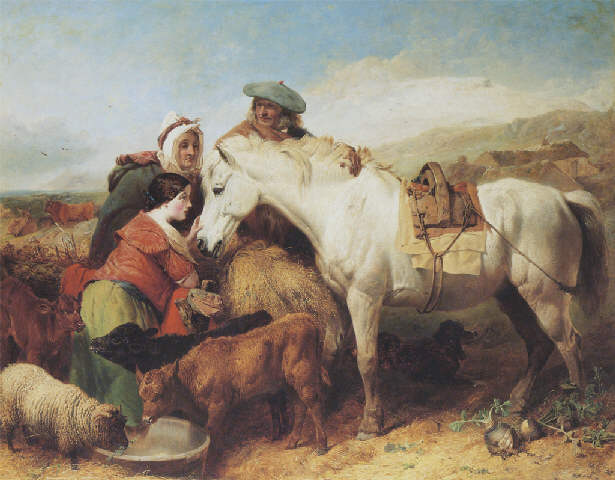
The auld farmer's New Year's gift to his auld Mare Maggie, (1851)
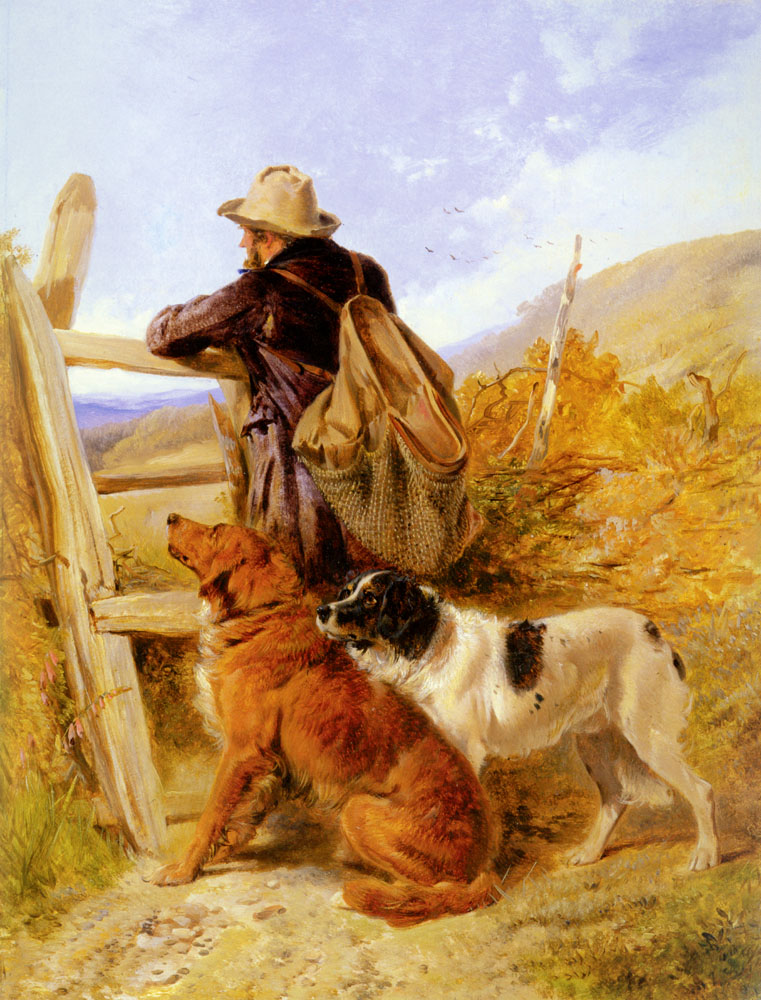
The Gamekeeper
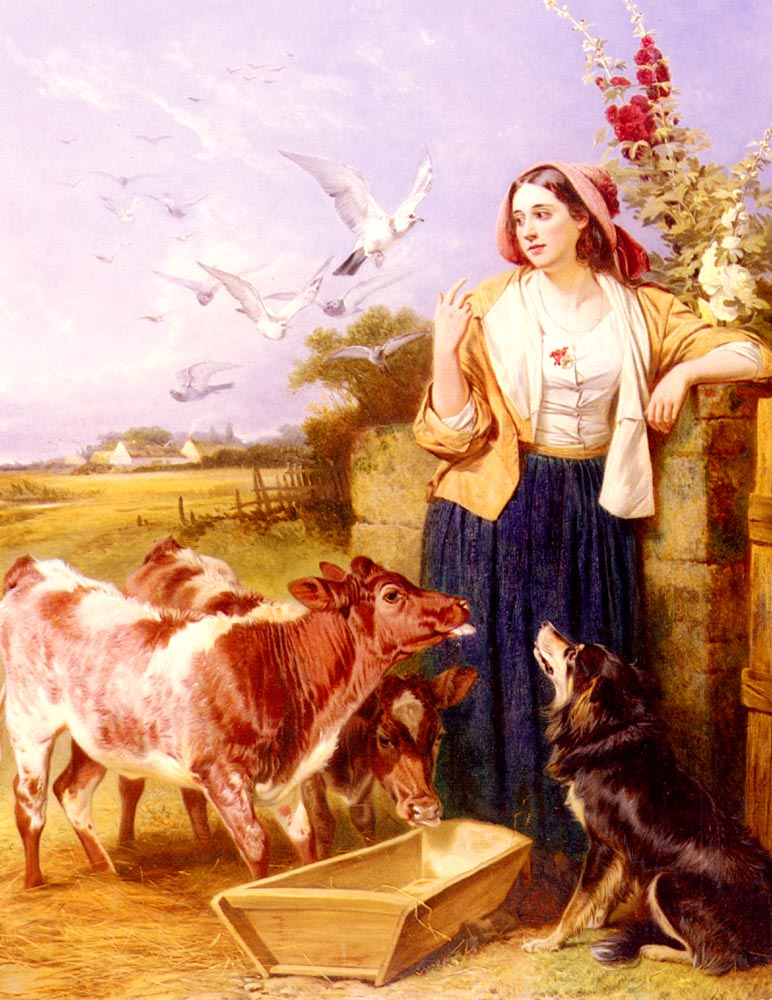
Good Friends
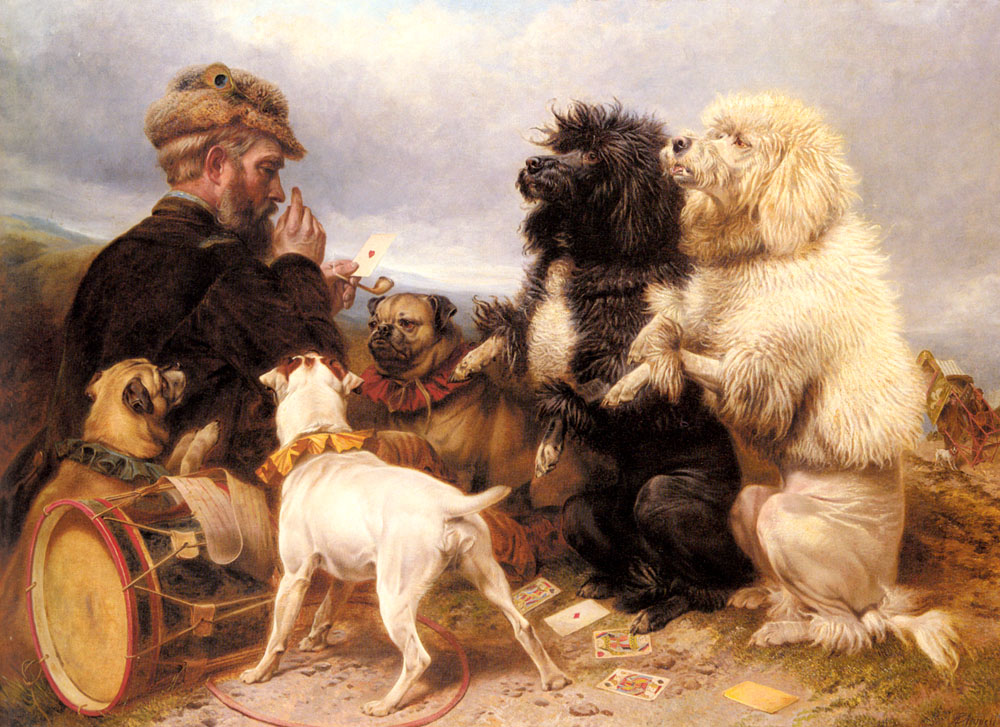
The Lucky Dogs, (1881)

- Shooting Party in the Highlands (1840)
- Stag at Bay (1846)
- The Combat (1847)
- Battle of the Standard, (1848)
- Feeding Goats in the Alhambra (ok. 1857)